# Euryptera leonina
Euryptera leonina är en skalbaggsart som beskrevs av Pierre Émile Gounelle 1911. Euryptera leonina ingår i släktet Euryptera och familjen långhorningar. Inga underarter finns listade i Catalogue of Life.